# Hôtel Paysant
El hotel Paysant es una mansión privada situada en el 4 Distrito de París construido en el siglo XVII. 

## Historia
Fue adquirido en subasta en 1644 por el notario Etienne Paysant que lo arrendó a los marqueses y marquesas de Sévigné que se instalaron allí en diciembre de 1644. La marquesa, cansada de las infidelidades de su marido, en particular de un romance con Ninon de Lenclos, pidió la separación de bienes y dio permiso a su propietario en septiembre de 1650 para instalarse en el Château des Rochers. En 1660, Marie Paysant, hija de Etienne Paysant, heredó la casa e hizo reconstruir el edificio principal del patio. Jean-Baptiste du Féron, Gran Maestre de las Aguas y los Bosques de Île-de-France compró el hotel que permaneció en manos de la misma familia hasta 1808. La residencia fue adquirida por Jacques Happey, propietario del cercano Hôtel de Vieuville, y siguió siendo propiedad de sus descendientes, los Barbiers d'Aucour hasta la década de 1920.

## Descripción
La fachada de la calle ha conservado las buhardillas clave rematadas por frontones alternativamente curvos y rectangulares. Las rejas son de la época Luis XV con remates y espirales. El patio está bordeado a la derecha por un pabellón que incluye una escalera siglo XVII. en hierro forjado, a la izquierda de un pabellón que contiene una escalera Luis XIII con balaustres de madera. El edificio principal al final del patio XVIIsiglo XVII . siglo está perforado con arcadas de carpintería, decorado con mesas y rematado por un frontón triangular.

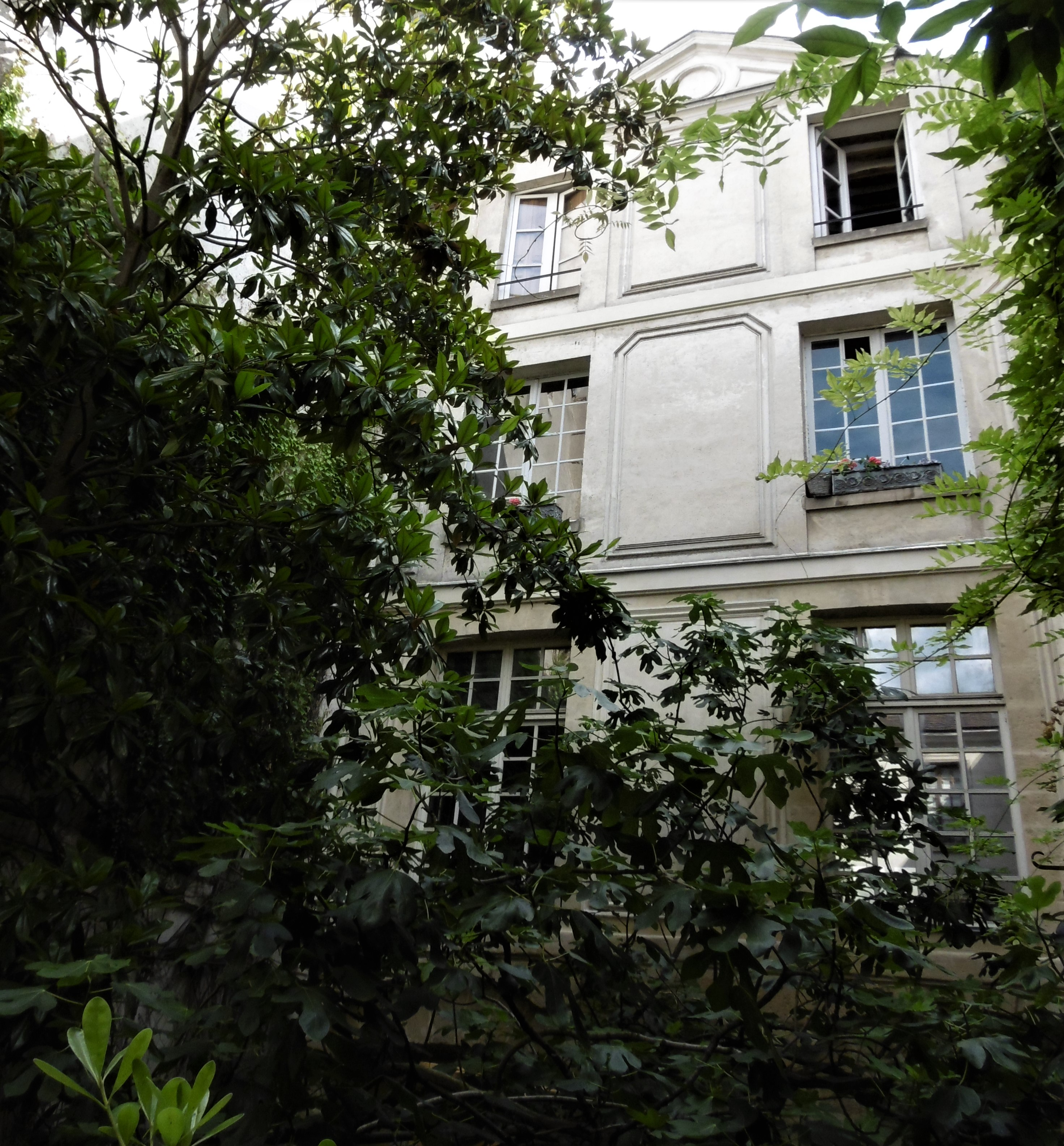
Edificio principal en la parte trasera del patio.
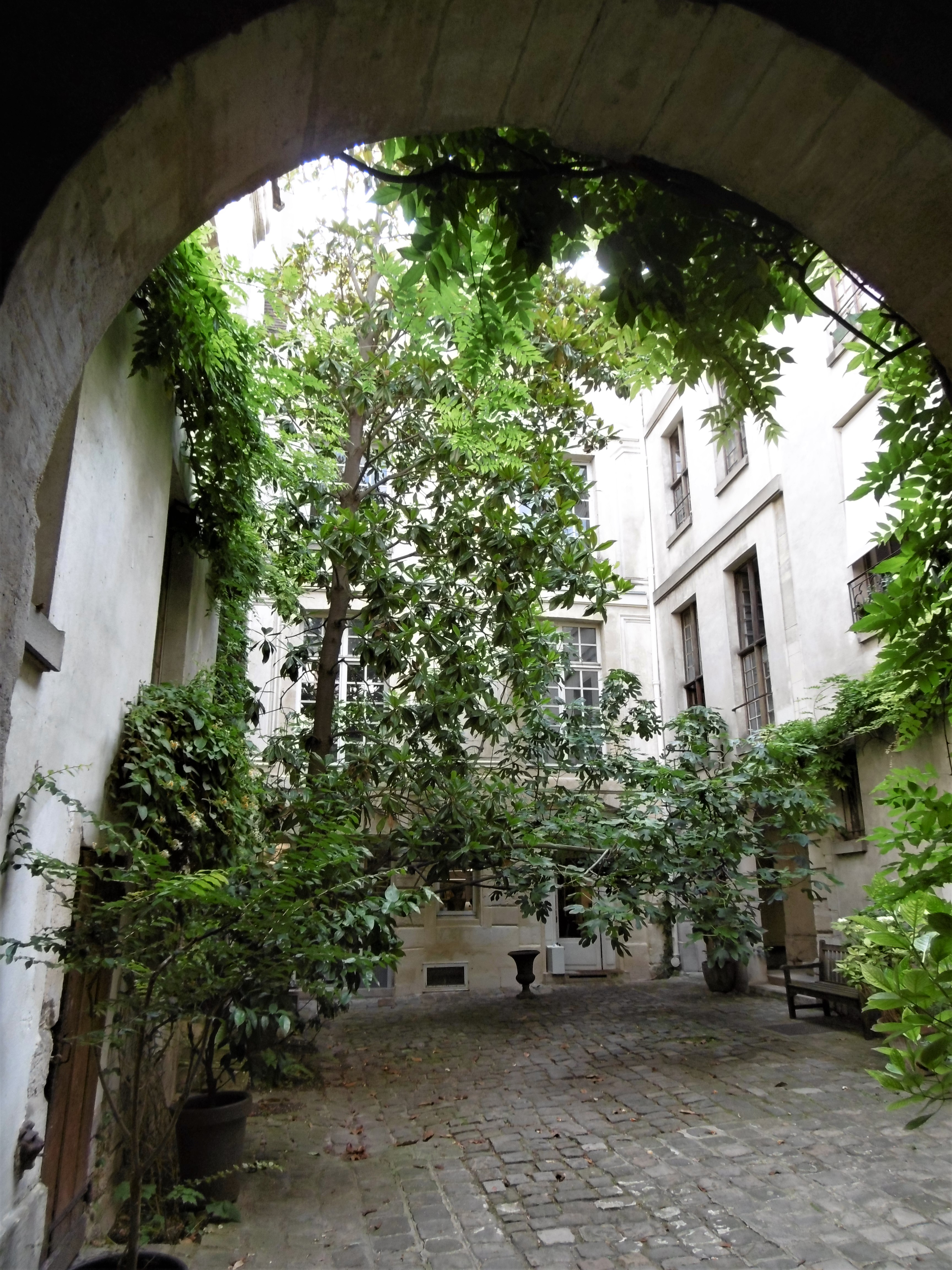
Patio del hotel.
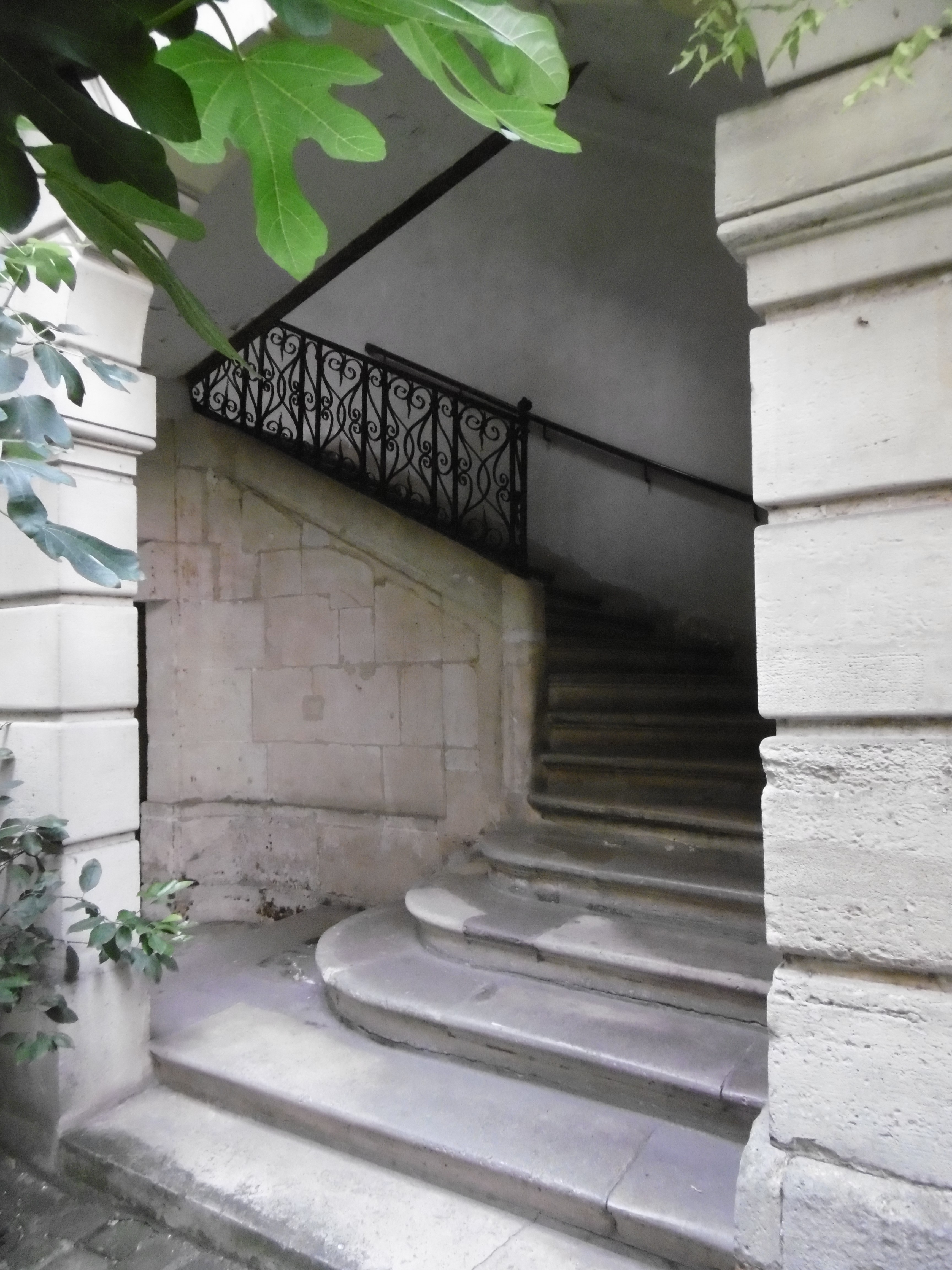
Escalera del pabellón derecho.